# Břeclav (distrito)
Břeclav é um distrito da República Checa na região de Morávia do Sul, com uma área de 1.173 km² com uma população de 124.274 habitantes (2002) e com uma densidade populacional de 106 hab/km².